# Calydia
Eulepidotis là một chi bướm đêm thuộc họ Noctuidae.